# Vassili Oulrikh
Vassili Vassilievitch Oulrikh (en russe : Василий Васильевич Ульрих) est un haut magistrat soviétique, né le 13 juillet 1889 et décédé le 7 mai 1951. Président du Collège militaire de la Cour suprême de l'URSS pendant la majeure partie du régime de Staline, il joua à ce titre un rôle de premier plan dans les Grandes Purges de 1937-1938.

## Biographie
Vassili Oulrikh est né à Riga, en Lettonie, alors dans l'Empire russe. Son père était un révolutionnaire letton d'origine allemande et sa mère était issue de la noblesse russe. En raison de son implication dans l'activité révolutionnaire, toute la famille fut condamnée à cinq années d'exil intérieur à Irkoutsk, en Sibérie.
En 1910, le jeune Oulrikh retourna dans sa ville natale de Riga, où il commença à étudier à l'Institut polytechnique. Il en sortit diplômé en 1914, au début de la Première Guerre mondiale. Il fut alors mobilisé dans l'armée et envoyé au front comme officier.
Après la révolution bolchevique, Léon Trotski le fit entrer dans la Tchéka. Oulrikh travailla ensuite dans un certain nombre de tribunaux militaires. Il attira l'attention de Staline, qui, apparemment, appréciait l'efficacité avec laquelle il exerçait ses fonctions ainsi que le style concis, et même laconique, de ses rapports sur l'action de ces tribunaux.
En 1926, Oulrikh devint président du Collège militaire de la Cour suprême de l'URSS, remplaçant à ce poste Valentin Trifonov. C'est en cette qualité qu'il rendit les sentences fixées à l'avance des procès des Grandes Purges. Oulrikh condamna ainsi Zinoviev, Kamenev, Boukharine, Toukhatchevski, Iejov et bien d'autres. Il assista personnellement à l'exécution de plusieurs d'entre eux, et à l'occasion procédait lui-même aux exécutions.
Pendant la Grande Guerre patriotique, Oulrikh continua de prononcer des condamnations à mort à l'encontre de personnes accusées de sabotage et de défaitisme. Il fut également le juge principal du procès des seize chefs de la Résistance polonaise et de l'Armia Krajowa en juin 1945.
Après la guerre, Oulrikh présida un certain nombre des premiers procès de la « Jdanovchtchina ». Mais en 1948, il commit l'erreur d'exiler en Sibérie un groupe de paysans ukrainiens au lieu de les condamner à mort[réf. nécessaire]. Staline exigea alors sa démission du Collège militaire. Il fut par la suite affecté au poste de directeur de cours à l'Académie de droit militaire. 
Vassili Oulrikh mourut d'une crise cardiaque le 7 mai 1951. Il est enterré au cimetière de Novodevitchi à Moscou.
Agissant dans le cadre du droit pénal soviétique, le juge Oulrikh pouvait présider des procès secrets et rendre des verdicts fondés sur des preuves secrètes. La priorité qu'il mettait à la gestion efficace de son temps lui permettait de mener un procès complet, énoncé du verdict compris, en quinze minutes. Et il utilisait fréquemment cette capacité. La réputation d'Oulrikh fut attaquée par ses propres compatriotes. Anton Antonov-Ovseïenko, par exemple, le qualifia de « crapaud en uniforme aux yeux larmoyants ».

## Distinctions
- Deux fois l'ordre de Lénine
- Deux fois l'ordre du Drapeau rouge
- Ordre de la Guerre patriotique
- Ordre de l'Étoile rouge

## Source
- (en) Cet article est partiellement ou en totalité issu de l’article de Wikipédia en anglais intitulé « Vasiliy Ulrikh » (voir la liste des auteurs).